# Komisja habilitacyjna
Komisja habilitacyjna – organ administracji publicznej określony przez uchyloną ustawę z dnia 14 marca 2003 r. o stopniach naukowych i tytule naukowym oraz o stopniach i tytule w zakresie sztuki (Dz.U. z 2016 r. poz. 882) wykonujący niektóre czynności postępowania habilitacyjnego. W każdym postępowaniu habilitacyjnym powoływana była odrębna komisja habilitacyjna. Możliwość tworzenia komisji powstała z dniem 1 października 2011 r.

## Powołanie i skład Komisji
Komisję powoływała Centralna Komisja do Spraw Stopni i Tytułów po stwierdzeniu spełniania przez wniosek o wszczęcie postępowania habilitacyjnego wymagań formalnych. Powinno było to nastąpić w terminie 6 tygodni od dnia wpłynięcia poprawnego wniosku.
Skład komisji był następujący:
- czterech członków, w tym jej przewodniczący i dwóch recenzentów, powoływanych przez Centralną Komisję do Spraw Stopni i Tytułów;
- trzech członków, w tym jej sekretarz i jeden recenzent, wyznaczonych przez jednostkę wybraną do przeprowadzenia postępowania habilitacyjnego[2].

## Postępowanie przed Komisją
Ustawa wymagała, by w terminie nie dłuższym niż sześć tygodni od dnia powołania komisji habilitacyjnej, recenzenci wchodzący w jej skład ocenili w pisemnych recenzjach, czy osiągnięcia naukowe habilitanta spełniały kryteria ustawowe.
Po zapoznaniu się z recenzjami i autoreferatem habilitanta członkowie komisji w jawnym głosowaniu podejmowali uchwałę zawierającą opinię w sprawie nadania lub odmowy nadania stopnia doktora habilitowanego. Przed podjęciem tej uchwały komisja mogła przeprowadzić z habilitantem rozmowę o jego osiągnięciach i planach naukowych.
W ciągu 21 dni od dnia otrzymania wszystkich recenzji komisja przedkładała radzie jednostki organizacyjnej wybranej do przeprowadzenia postępowania habilitacyjnego swoją uchwałę w sprawie nadania lub odmowy nadania stopnia doktora habilitowanego wraz z uzasadnieniem i pełną dokumentacją sprawy.
Dalsze czynności postępowania habilitacyjnego należały do rady jednostki organizacyjnej przeprowadzającej to postępowanie.

## Źródła
- Tekst ustawy z dnia 14 marca 2003 r. o stopniach naukowych i tytule naukowym oraz o stopniach i tytule w zakresie sztuki (Dz.U. Nr 65, poz. 595, z późn. zm.) w Internetowym Systemie Aktów Prawnych (dostęp: 26 kwietnia 2014 r.)